# Train (motorfiets)
Train (Motorcycles et Moteurs Train) is een historisch Frans merk van inbouwmotoren en motorfietsen.
Het kwam uit Courbevoie en bestond in de periode 1925-1939.
Dit Franse bedrijf leverde vooral twee- en viertakt inbouwmotoren aan andere merken, maar bouwde vanaf halverwege de jaren twintig ook complete motorfietsen. Het betrof 98- tot 346cc-tweetakten en viertakten in veel cilinderinhouden, waaronder een 748cc-viercilinder-lijnmotor.

## Train-Italia
Train-Italia was een Italiaanse zusteronderneming van Train, maar was ook enkele jaren verbonden was met GN in Turijn.